# Crixus
Crixus (mất năm 72 trước CN) là một võ sĩ giác đấu người Gaul, và sau này là một thủ lĩnh của cuộc khởi nghĩa nô lệ trong cuộc chiến tranh nô lệ lần thứ ba, cùng với Spartacus, Oenomaus người Gaul và Castus người La Mã.

## Thân thế
Ông là một người Gauls (tên của ông có nghĩa là "với mái tóc xoăn" trong tiếng Gaul), và đã từng là một nô lệ trong nhiều năm trước cuộc khởi nghĩa. Crixus đã chiến đấu cho người Allobroges chống lại người La Mã và đã bị bắt làm tù binh. Giống như các bạn đồng hành của mình, Crixus đã được đào tạo như một đấu sĩ ở Capua. Spartacus đã giao đấu với Crixus trên đấu trường và ông ta nổi tiếng với việc từ chối kết liễu Crixus sau khi đánh bại ông.
Ban đầu quân khởi nghĩa của nô lệ tỏ ra rất thành công, họ đánh bại các đạo quân mà Viện nguyên lão La Mã phái đến, tuy nhiên, Crixus đã tách ra khỏi Spartacus vào cuối năm. Spartacus thì muốn trở về quê hương của các nô lệ ở Gaul và vùng Balkan, nhưng Crixus được cho là đã đặt hết tâm huyết vào cướp bóc, và ở lại ở miền nam Ý. Một số nguồn cho rằng sự tách rời khỏi Spartacus có thể cũng đã được một chiến lược quân sự được tiến hành bởi cả Crixus và Spartacus để đánh lừa những người La Mã. Điều này sẽ cho phép Spartacus có được một lối thoát xa về phía bắc với bộ phận chính của đội quân vì quân đội La Mã đã bắt đầu trở về nhà từ các chiến dịch ở nước ngoài từ phía tây và phía đông, điều này sẽ tạo ra một vị trí nguy hiểm cho Spartacus.
Theo Plutach, sau trận chiến giữa những người theo Crixus với quân đoàn của Gellius, Crixus qua đời. Spartacus và lực lượng của ông ta sau đó đã chiến đấu với quân đội dưới quyền Lentulus. Spartacus đã đánh bại Lentulus và thu được hầu hết quân nhu bị đối phương bỏ lại phía sau, Spartacus tiếp đó tiến quân hướng về miền bắc Ý.
Theo Appianus, Lực lượng của Crixus tham gia vào một trận chiến với quân của Gellius gần Núi Garganus. Gellius đánh bại Crixus và tiến về phía bắc. Sau đó, họ truy đuổi lực lượng của Spartacus, vốn đang tiến quân một cách nhanh chóng tới Cisalpine Gaul. Lentulus và người của ông ta đóng quân ở giữa Cisalpine để chặn con đường của Spartacus. Spartacus cuối cùng đã chạm trán với Lentulus, và đánh bại ông ta. Spartacus sau đó đưa đạo quân của mình quay ngược trở lại và đánh bại Gellius. Những người lính còn sót lại từ quân đội của Lentulus và Gellius đã bị Spartacus bắt phải chiến đấu với nhau cho đến chết. Spartacus đã biến họ thành đấu sĩ để tưởng nhớ tới cái chết của Crixus.

## Trong văn hóa
- Crixus được đóng bởi Jon Ireland trong phim Spartacus năm 1960.
- Crixus xuất hiện như một nhân vật trong phiên bản âm nhạc Spartacus của Jeff Wayne, được biểu diễn bởi cựu giọng ca chính của nhóm Marillion, Fish.
- Crixus được đóng bởi Paul Kynman trong bộ phim truyền hình Spartacus vào năm 2004.
- Crixus được đóng bởi Manu Bennett trong loạt phim truyền hình của Starz, Spartacus: Blood and Sand,[4] và các phần tiếp theo Spartacus: Gods of Arena, Spartacus: Vengeance và Spartacus: War of the Damned.